# Roland Innerhofer
Roland Innerhofer (* 1955 in Meran) ist ein österreichischer Germanist.

## Leben
Roland Innerhofer wurde 1955 in Meran geboren. Nach Besuch des klassisch-humanistischen  Gymnasiums „Beda Weber“ in Meran studierte er Germanistik, Geschichte und Philosophie an der Universität Wien, wo er 1980 mit der Dissertation Hans Magnus Enzensbergers „Mausoleum“. Zur „dokumentarischen“ Lyrik in Deutschland zum Doktor der Philosophie promoviert wurde.
Von 1981 bis 1983 war er österreichischer Lektor für Germanistik an der Nihon-Universität in Tokio. 1983/84 folgte ein Forschungsprojekt zur Grazer Autorenversammlung. Von 1985 bis 1995 war er Lehrbeauftragter am Germanistischen Institut der Universität Wien. Von 1987 bis 1989 führte er diverse Forschungsprojekte durch, sodann habilitierte er sich im Jahr 1995 mit der Schrift Deutsche Science Fiction 1870–1914. Ab 1995 war er am Germanistischen Institut der Universität Wien Dozent und ab 2011 Professor für Neuere Deutsche Literatur mit besonderer Berücksichtigung der österreichischen Literatur. 2003 war er Gastdozent an der Universität Perugia im Rahmen des Erasmus/Sokrates Lehrendenmobilitätsprogramms und 2017 war er Gastprofessor an der Keiō-Universität Tokio im Rahmen des japanischen „Top Global University Project“. Von 2016 bis 2018 war er Vorstand des Instituts für Germanistik der Universität Wien. 2021 trat er an der Universität Wien als Professor für Neuere Deutsche Literatur seinen Ruhestand an.

## Forschungsschwerpunkte
- Literatur des 19. und 20. Jahrhunderts
- Phantastik und Utopie
- Literatur- und Gattungstheorie
- Interdisziplinäre Forschung: Literatur – Technik – Architektur – Film
- Medienkulturwissenschaft

## Funktionen
- Mitglied verschiedener Jurys (Siemens-Preis, Österreichische Staatsstipendien, Theodor Körner Förderpreise u. a.)
- Gutachter für die DFG, den SNF, den OeAD, das polnische NCN (National Science Centre/Narodowe Centrum Nauki) und die GACR (Czech Science Foundation/Grantová agentura České republiky)
- 2012–2014: Vizepräsident, 2014–2021 Präsident des Vereins Neugermanistik Wien
- 2012–2017: Vizepräsident der Österreichischen Gesellschaft für Germanistik
- ab 2013 Mitherausgeber der „Schriften der Wiener Germanistik“ (Verlag V & R unipress)
- ab 2013: Mitglied des Literatur- und kulturwissenschaftlichen Komitees der Österreichischen und der Ungarischen Akademie der Wissenschaften
- ab 2014: Mitglied des wissenschaftlichen Beirats des Theodor Körner Fonds
- 2014–2019: Kooperationspartner des Boltzmann-Instituts für Geschichte und Theorie der Biographie
- ab 2016: Mitglied der Redaktionsleitung der Buchreihe „Literary Modernism“ bei Brill
- 2016–2018: Vorstand des Instituts für Germanistik der Universität Wien
- 2017–2020: Mitglied des Geistes- und Sozialwissenschaftlichen Fachgremiums des Jubiläumsfonds der Österreichischen Nationalbank
- 2019–2020: Mitglied des wissenschaftlichen Beirats des Projekts „Atlas of the Viennese Avantgardes“ (Förderprogramm go!digital der Österreichischen Akademie der Wissenschaften)
- ab 2019: Mitglied des wissenschaftlichen Beirats der „Wiener digitalen Revue“
- ab 2019: Mitglied des wissenschaftlichen Beirats des Projekts „Campus Medius“ (online)
- ab 2020: Mitglied des wissenschaftlichen Beirats der Zeitschrift „Ethnographica et folkloristica Carpathica“ (online)
- ab 2021: Mitglied des Redaktionsausschusses (editorial board) der Zeitschrift „Literature“

## Schriften (Auswahl)
- Hans Magnus Enzensbergers Mausoleum. Zur „dokumentarischen“ Lyrik in Deutschland. Universität Wien, Dissertation, Wien 1980.
- Die Grazer Autorenversammlung (1973–1983). Zur Organisation einer „Avantgarde“. Böhlau, Wien/Köln/Graz 1985, ISBN 978-3-205-07289-8.
- Kulturgeschichte zwischen den beiden Weltkriegen: Egon Friedell. Böhlau, Wien/Köln 1990, ISBN 3-205-05362-1.
- mit Katja Rothe und Karin Harrasser (Hrsg.): Das Mögliche regieren. Gouvernementalität in der Literatur- und Kulturanalyse. transcript, Bielefeld 2014, ISBN 978-3-8394-1474-3.
- mit Christian Huber (Hrsg.): Spielräume. Poetisches, Politisches, Populäres. Löcker, Wien 2016, ISBN 978-3-85409-833-1.
- Deutsche Science Fiction 1870–1914. Rekonstruktion und Analyse der Anfänge einer Gattung. Böhlau, Wien/Köln/Weimar 1996, ISBN 978-3-205-98514-3. Reprint: de Gruyter, Berlin 2017.
- mit Evelyne Polt-Heinzl: Peter Altenberg – prophetischer Asket mit bedenklichen Neigungen Picus, Wien 2011, ISBN 978-3-7117-5025-9.
- Architektur aus Sprache. Korrespondenzen zwischen Literatur und Baukunst 1890–1930. Erich Schmidt, Berlin 2019 (= Philologische Studien und Quellen, Bd. 270), ISBN 978-3-503-18175-9.